# If I’m Dyin’, I’m Lyin’
«If I’m Dyin', I’m Lyin'» («Если я помираю, я вру») — девятая серия второго сезона мультсериала «Гриффины». Премьерный показ состоялся 4 апреля 2000 года на канале FOX. В России премьерный показ состоялся 24 июня 2002 года на канале Рен-ТВ.

## Сюжет
Крис не успевает по школьным предметам, поэтому Лоис запрещает ему смотреть телевизор вплоть до улучшения оценок. Также она просит Питера «подтянуть» сына, но Питер обманывает жену и они с Крисом вдоволь смотрят любимые программы. Внезапно их любимое шоу кончается, поэтому Питер придумывает план: он отправляет заявку в Фонд Предоставления Мечт (англ. Grant-a-Dream Foundation), что Крис очень страдает от неизлечимой болезни «таморсифилиситисосис» (tumorsyphilisitisosis), выражающейся в появлении дополнительных сосков (кружочки пеперони), и что предсмертное желание его сына — увидеть продолжение шоу. В итоге Фонд Предоставления Мечт и NBC заключают контракт, согласно которому последние продолжат показ шоу в обмен на право показа документального фильма о смерти Криса. Питер в восторге от возобновления показа, а Крис использует свою «болезнь», чтобы прогуливать школу. Тем не менее, Питер начинает паниковать, когда обнаруживает группу скорбящих со свечами и венками у своего дома.
Вскоре телекомпания начинает требовать выполнения условий сделки; узнав об этом, Лоис, в свою очередь, требует от Питера сказать всем правду, но тот понимает, что за обман он угодит за решётку. Тогда он придумывает выход: заявляет, что «может вытащить болезнь», и «делает» это.
Вскоре Питер получает репутацию известного хилера, люди идут к нему на поклон, и он сам начинает верить в свои способности. Жаждущие исцеления доходят до того, что даже начинают одеваться как Питер и отливают в честь него золотого идола.
Лоис и Брайан пытаются образумить Питера, пока тот не навлёк на себя гнев истинного Бога. И действительно, вскоре Бог «насылает чуму на их дом» (sends six plagues upon his house): сначала в доме Гриффинов перегорают все лампочки, потом Брайан заражается блохами, потом Крис покрывается прыщами, затем вода в ванной, в которой Мег купает Стьюи, превращается в кровь. Тем не менее, Питер уверяет, что всему этому есть логическое объяснение, пока с его рубашки не начинают спрыгивать лягушки, и только после этого явления он решает признаться во всём. Хотя он и повинился перед настоящим Богом, Крис задавлен тем самым золотым идолом. Питер продолжает вымаливать Бога о прощении, и тот наконец сдаётся и даже возвращает Крису жизнь.

## Создание
Автор сценария: Крис Шеридан.
Режиссёр: Свинтон О. Скотт-третий.
Приглашённые знаменитости: Мартин Малл (в роли мистера Харриса), Питер Рот и Фред Татаскиоре (в роли Чеви Чейза).

## Судебное разбирательство
В апреле 2005 года Хамовнический суд г. Москвы отклонил иск Игоря Смыкова в отношении трансляции по телевидению мультсериалов «Симпсоны» и «Гриффины», выходивших в то время на канале «РЕН-ТВ».
Истец утверждал, что эти мультсериалы «приводят к нравственной деградации», а также «пропагандируют насилие, жестокость, наркоманию и гомосексуализм». Он, в частности, указывал на то, что после просмотра этих мультсериалов его малолетний сын начал выспрашивать у него, что такое «кокаин», а потом обозвал свою мать «жабой». Дело рассматривалось в течение почти трёх лет.
В качестве доказательства своих слов Игорь Смыков продемонстрировал суду видеозапись эпизода «If I’m Dyin', I’m Lyin'».
На слушании, на которое сам Смыков не явился, суд смотрел эпизод «If I’m Dyin’, I’m Lyin’». Некоторые участники судебного процесса смеялись во время просмотра.